# Good Morning President
Good Morning President (굿모닝 프레지던트?, Gutmoning peurejideonteuLR) è un film del 2009 scritto e diretto da Jang Jin.

## Trama
L'anziano presidente Kim Jeong-ho si ritrova dinnanzi a un dilemma etico: mantenere una promessa fatta agli elettori, donando in beneficenza una grande somma di denaro vinta segretamente con una lotteria, o tenerla per sé.